# John Shimkus

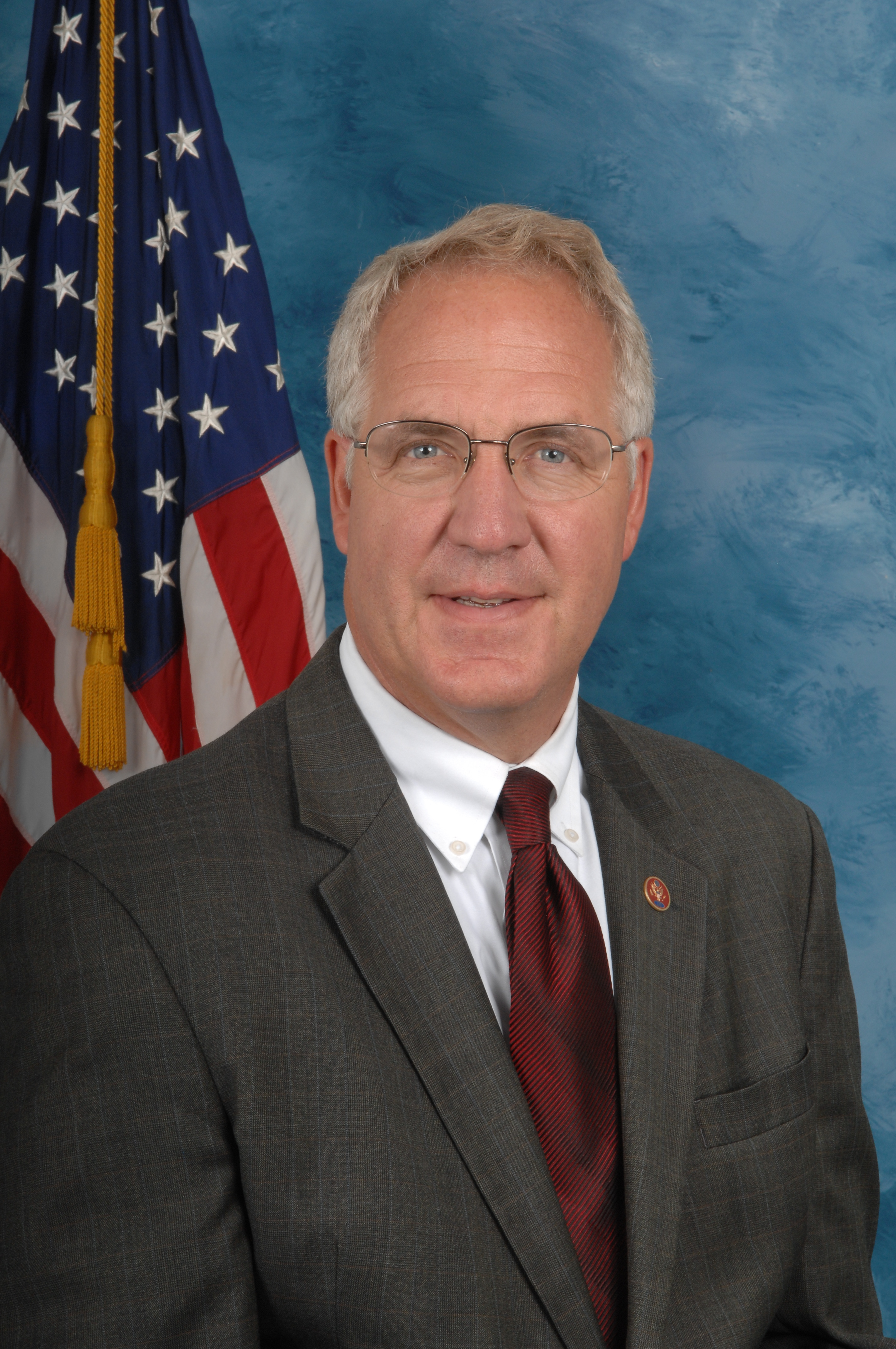
John Shimkus

John Mondy Shimkus [ˈʃɪmkəs] (* 21. Februar 1958 in Collinsville, Illinois) ist ein US-amerikanischer Politiker der Republikanischen Partei. Er gehört 1997 bis 2021 dem US-Repräsentantenhaus als Abgeordneter für den Bundesstaat Illinois an.

## Leben
Shimkus besuchte die Collinsville High School, 1980 schloss er die Militärakademie West Point mit einem Bachelorgrad ab. Nach fünf Jahren bei der US Army wurde er 1986 Reservist und schied 2008 im Rang eines Oberstleutnants aus dem Militärdienst aus.
Am privaten Christ College (heutige Concordia University) in Irvine (Kalifornien) erhielt er 1990 die Lehrbefähigung und unterrichtete anschließend an der Metro East Lutheran High School in Edwardsville (Illinois). An der Southern Illinois University in Edwardsville erreichte er 1997 den akademischen Grad eines Master of Business Administration.
Nach verschiedenen regionalen politischen Ämtern – unter anderem fungierte er von 1990 bis 1996 als Kämmerer des Madison County – wurde er im Januar 1997 für die Republikaner ins Repräsentantenhaus des 105. Kongresses gewählt und gehörte diesem bis 2021 an. Ab 2013 vertrat er den 15. Kongresswahlbezirk von Illinois; vorher waren es der 20. und der 19. Distrikt. Shimkus war Mitglied des Ausschusses für Energie und Handel und von vier Unterausschüssen, wobei er den Vorsitz im Unterausschuss für Umwelt und Wirtschaft führte. Zudem gehörte er der Parlamentarischen Versammlung der NATO an.
Zur Wahl des 117. Kongress der Vereinigten Staaten trat er nicht mehr an und schied zum 3. Januar 2021 aus dem Repräsentantenhaus aus. 
Shimkus ist verheiratet, hat drei Kinder und ist Mitglied der Lutheran Church – Missouri Synod.